# 川崎定盈
川崎 定盈（かわさき さだみつ、 享保14年（1729年） - 安永7年4月18日（1778年5月17日））は、江戸幕府の旗本、代官。通称、市之進。
農政家や代官として活躍した川崎定孝の子で、母は佐藤氏の娘。妻は辻六郎左衛門富森の娘で、後妻は本多清兵衛正章の娘。同じく代官となった川崎定安の父。

## 略歴
宝暦4年（1755年）11月25日、将軍徳川家重に初の御目見得をする。
明和元年（1765年）閏12月14日から父・定孝の職務の見習を始める。同4年（1767年）4月21日、石見国の銀山支配を掌る第32代目代官となり、新規に150俵を給される。父・平右衛門定孝の銀山救済策を受け継ぎ、「貸付利倍」の法をとって銀山の自力回復を計る。
同6年（1769年）、石見銀山支配兼帯のまま、奥州の半田代官（桑折代官）を務める。
安永7年（1778年）4月18日、死去。享年50。法名は常然で、戒名は「青岳院殿真相常然居士」。長善寺（現・東京都新宿区四谷）に葬られる。